# Andrej Komac
Andrej Komac (Šempeter pri Gorici, RFS de Yugoslavia, 4 de diciembre de 1979) es un exjugador y actual entrenador de fútbol esloveno. En su etapa como jugador profesional se desempeñaba como centrocampista. Actualmente trabaja en el ND Gorica como entrenador del equipo sub-19 y director de la escuela de fútbol.

## Trayectoria

### Como jugador
Komac ganó su reputación con el Gorica. También jugó para Primorje, Olimpija Ljubljana y Marítimo, donde llamó la atención de clubes como Sporting de Lisboa, Newcastle United o Borussia Dortmund. Jugó en el Djurgårdens sueco hasta junio de 2009, cuando terminó su contrato. En agosto de 2009, fichó por el Maccabi Tel Aviv.
Al final de la temporada 2009-10, se anunció que su contrato no sería renovado, a pesar de que fue convocado por la selección de Eslovenia para la Copa del Mundo de 2010. 
Posteriormente jugó en Ruch Chorzów, Gorica, Treviso y Manzanese, donde se retiró.

### Como entrenador
En 2019, comenzó su carrera como entrenador en el ND Primorje, de la 3. SNL, tercera división de Eslovenia. Tras una temporada dirigiendo al NK Brda, actualmente trabaja en el Gorica como entrenador del equipo sub-19 y director de la escuela de fútbol.

## Selección nacional
Fue internacional con la selección de fútbol de Eslovenia en 43 ocasiones.

### Participaciones en Copas del Mundo
| Mundial                        | Sede      | Resultado      | Partidos | Goles |
| ------------------------------ | --------- | -------------- | -------- | ----- |
| Copa Mundial de Fútbol de 2010 | Sudáfrica | Fase de grupos | 0        | 0     |

## Clubes

### Como jugador
| Club                  | País      | Año       |
| --------------------- | --------- | --------- |
| ND Gorica             | Eslovenia | 1997-1998 |
| NK Primorje           | Eslovenia | 1998-2001 |
| NK Olimpija Ljubljana | Eslovenia | 2001-2002 |
| NK Primorje           | Eslovenia | 2002-2004 |
| ND Gorica             | Eslovenia | 2004-2005 |
| CS Marítimo           | Portugal  | 2005-2006 |
| ND Gorica             | Eslovenia | 2006      |
| Djurgårdens IF        | Suecia    | 2006-2009 |
| Maccabi Tel Aviv      | Israel    | 2009-2010 |
| Ruch Chorzów          | Polonia   | 2010-2011 |
| ND Gorica             | Eslovenia | 2012      |
| FC Treviso            | Italia    | 2012-2013 |
| ASD Manzanese         | Italia    | 2013-2014 |

### Como entrenador
| Club                                         | País      | Año       |
| -------------------------------------------- | --------- | --------- |
| ND Primorje                                  | Eslovenia | 2019-2021 |
| NK Brda                                      | Eslovenia | 2022-2023 |
| ND Gorica (director de la escuela de fútbol) | Eslovenia | 2023-     |
| ND Gorica sub-19                             | Eslovenia | 2023-     |

## Palmarés

### Campeonatos nacionales
| Título                    | Club      | País      | Año  |
| ------------------------- | --------- | --------- | ---- |
| Primera Liga de Eslovenia | ND Gorica | Eslovenia | 2005 |
| Primera Liga de Eslovenia | ND Gorica | Eslovenia | 2006 |